# Nicolai Niemann Blumensaadt
Nicolai Niemann Blumensaadt (9. marts 1804 - 17. august 1871) var en dansk sæbefabrikant.
Blumensaadt var søn af Nicolai Nielsen Blumensaadt (28.5.1760 - 1804) og Susanne Kathrine Gøtzsche (1766 - 1845). Han blev cand.pharm. i 1826 og grundlagde en fabrik i 1835.